# Orifice atrio-ventriculaire droit
L'orifice atrio-ventriculaire droit (ou orifice auriculo-ventriculaire droit ou orifice tricuspide) est l'orifice de communication entre l'atrium droit et le ventricule droit.

## Structure
L'orifice atrio-ventriculaire droit est situé à la partie inférieure de la base du ventricule droit. Il s'oriente dans un plan vertical regardant en arrière et à droite. Sa forme est ovale d'une circonférence d'environ 120 mm chez l'homme et 105 mm chez la femme, soit entre 3,8 et 4 cm de diamètre..
Il est entouré par l'anneau fibreux droit du cœur qui permet l'insertion des cuspides de la valve atrio-ventriculaire droite.